# Wenzel Stark
Wenzel Stark (geboren 7. Mai 1870 in Graslitz, Österreich-Ungarn; gestorben 18. Februar 1928 Delmenhorst) war ein deutscher Textilarbeiter, Politiker (USPD) und Abgeordneter des Oldenburger Landtags.

## Leben
Wenzel Stark wuchs in Böhmen auf. Er heiratete Anna Reichenauer, sie hatten eine Tochter. Stark ging als Arbeiter ins Ruhrgebiet nach Kettwig und 1899 von dort nach Delmenhorst. 1905 erhielt er die oldenburgische Staatsangehörigkeit. Stark wurde Spinnereiarbeiter bei der Norddeutschen Wollkämmerei & Kammgarnspinnerei (NWK). Stark wurde 1904 Mitglied des Verbandes der Textilarbeiter (DTAV). 
Stark engagierte sich ab 1919 in der USPD und war 1919/20 Ratsherr im Delmenhorster Stadtrat. Im Jahr 1920 kandidierte er erfolgreich für den Oldenburgischen Landtag, seine Kandidatur bei der Reichstagswahl 1920 war hingegen erfolglos. Stark legte im Februar 1923 sein Mandat nieder. Er arbeitete als Werkmeister in einer Delmenhorster Textilfabrik.  